# رالف إيفانز (لاعب كرة قدم)
رالف إيفانز (بالإنجليزية: Ralph Evans)‏ (9 أكتوبر 1915 في المملكة المتحدة - 20 فبراير 1996 في المملكة المتحدة) هو لاعب كرة قدم بريطاني (وحمل سابقاً جنسية المملكة المتحدة لبريطانيا العظمى وأيرلندا) في مركز الهجوم. لعب مع نادي بوري ونادي واتفورد ويوفل تاون ونادي هاليفاكس تاون وإف سي هاليفاكس تاون.